# کولچیو
کولچیو (به ایتالیایی: Collecchio) یک کومونه در ایتالیا است که در استان پارما واقع شده‌است. کولچیو ۵۸ کیلومتر مربع مساحت و ۱۴٬۲۹۵ نفر جمعیت دارد و ۱۱۲ متر بالاتر از سطح دریا واقع شده‌است.